# Sciaromiella bartlettii
Sciaromiella bartlettii là một loài rêu trong họ Amblystegiaceae. Loài này được H.A. Crum & Steere Ochyra mô tả khoa học đầu tiên năm 1986.